# مسجد قزلی
مسجد خزینه یا مسجد قِزِلّی (به ترکی آذربایجانی: قیزیللی مچید) که به «مسجد حاجی میرزا یوسف آقا» نیز مشهور است، یکی از مساجد تاریخی تبریز است که در خیابان فردوسی قرار گرفته است.
این مسجد با شمارهٔ ۱۶۶۷۱ در ۳ دی ۱۳۸۵ در فهرست آثار ملی ایران ثبت شده است. این مسجد محل شروع تظاهرات ۲۹ بهمن تبریز بود.

## مشخصات
کف این مسجد از سطح خیابان یک متر بلندتر است. در ورودی و پنجره‌های آن همه مشرف بر خیابان فردوسی است. مسجد دوازده ستون سنگی و بیست گنبد آجری یکنواخت دارد. طول مسجد ۲۴ متر و عرض آن نزدیک بیست متر است. خواجه‌نشین‌های نسبتاً عریضی نیز در سه سوی شمالی و شرقی و غربی دارد.

## پیشینه
بانی مسجد «حاج میرزا یوسف طباطبائی» بوده و عمارت آن نیز در ربع آخر قرن سیزدهم هجری قمری صورت گرفته است. نادر میرزا دربارهٔ این مسجد می‌نویسد:
... این مسجد را حاجی میرزا یوسف طباطبائی بنا نهاد و جمعی از بازرگانان و مخلصان زر دادند که این عمارت به انجام رساند. چون بنیان او همی کندند، دو کوزه بزرگ پر از مسکوکات طلا و نقره از زیر خاک به درآمد. مردم و کارگران بریختند و آن سیم‌ها به غارت بردند. فراشان دیوان برسیدند، آنچه مانده بود بستادند و به حضرت ولیعهد بردند؛ ولیعهد آن سیم‌ها را به حاجی میرزا یوسف داد که به عمارت آن مسجد صرف کند. میرزا گفت که باقی‌مانده، هفت من هزار مثقال بود. سکه‌های آن سیم‌ها مختلف بود. بیشتر به نام پادشاهان سلجوقی که به روم (عثمانی امروزی) بودند چون کیقباد، کیکاوس و سکه‌ای دیگر بود، به خط ارمنی به نام «لیون» پادشاه ارامنه. این سکه را فرنگیان به قیمت گزاف همی خریدند. فردای آن روز در همین مسجد کوزه‌ای کوچک یافت شد. همه از زر ناب. کارگران و مردم و همان فراشان که نگهبان بودند، بریختند. بیشتر از هشتاد و پنج عدد به دست نیامد. تعداد همهٔ آن سکه‌ها از نشان درون کوزه پانصد عدد قیاس شد. زرها همه به نام «ناصر و معتز» از خلفای عباسی بود. وزن سیم‌ها (نقره) بیست نخود کمتر و بیشتر بود. وزن زرها دو مثقال و سه مثقال بود. اکنون نیز آن سکه‌ها به بازار صرافان به دست آید.
این مسجد را به علت کشف و پیدایش تعداد قابل توجهی سکه‌های طلا و نقره در محوطه آن و زیر ستون‌ها و محراب، به نام مسجد «قیزیللی» یا «مسجد طلایی» و «مسجد خزینه» نامیدند.

## نگارخانه

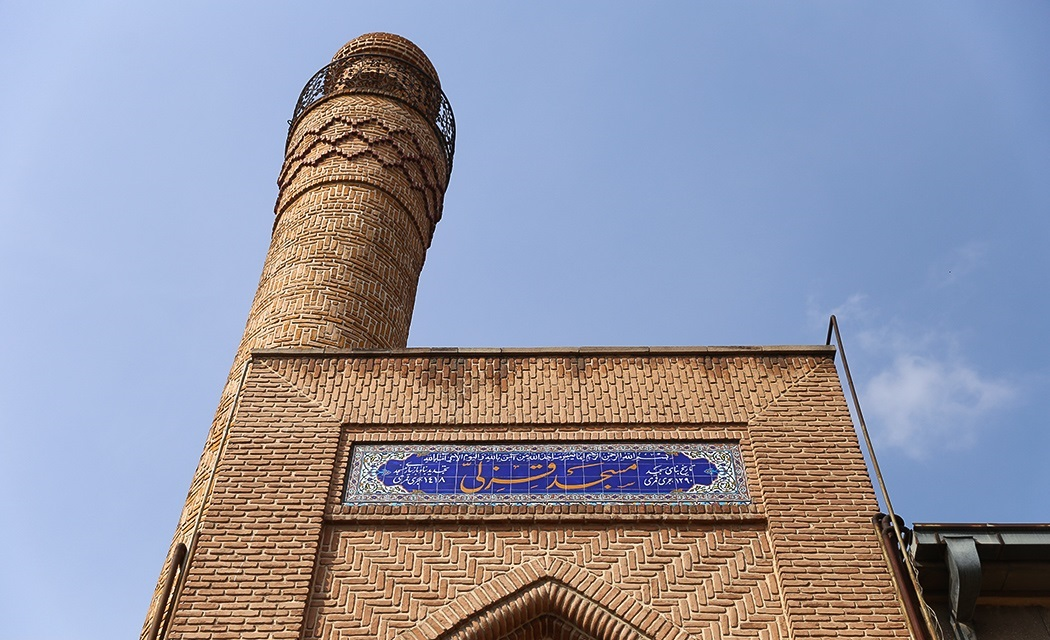
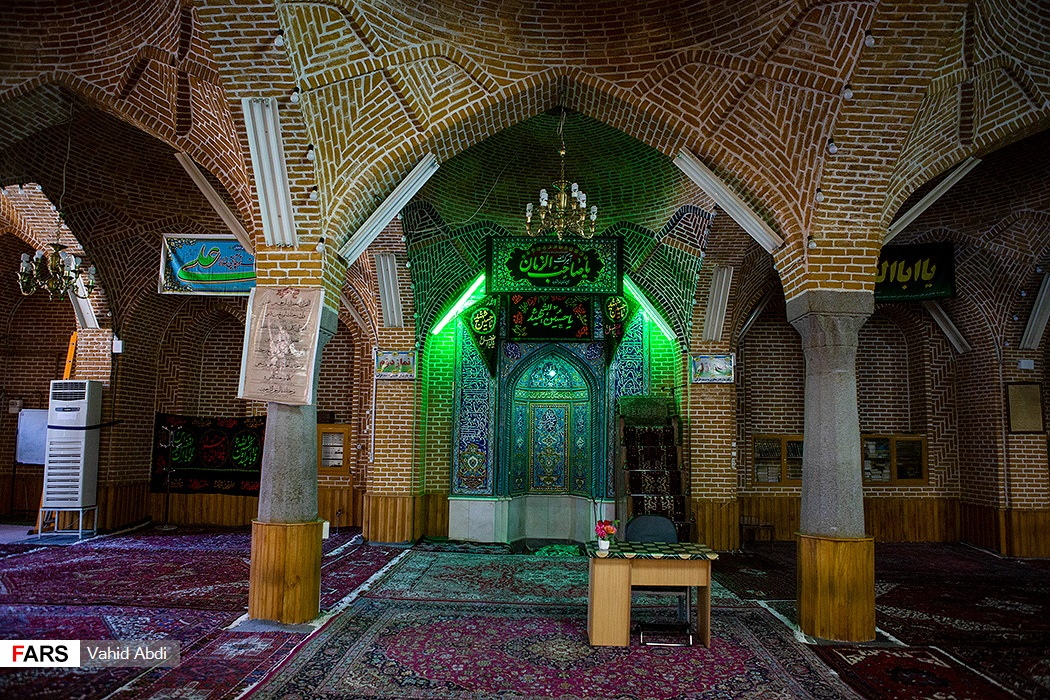
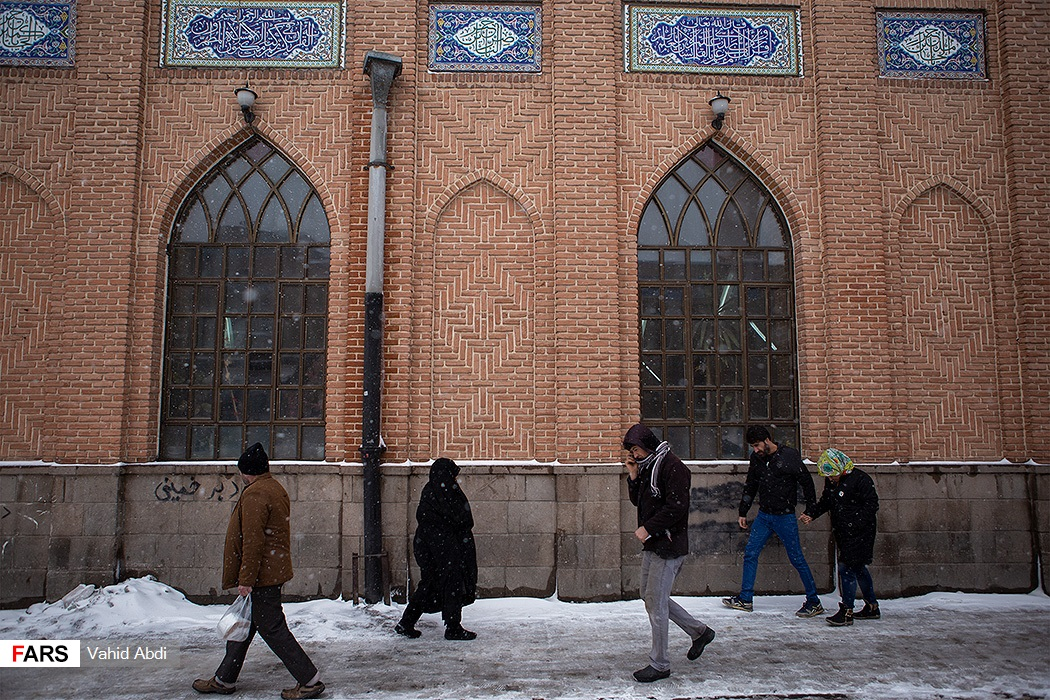